# Vita e Pensiero (rivista)
Vita e Pensiero è la rivista culturale dell'Università Cattolica del Sacro Cuore di Milano.

## Storia
Alla vigilia della prima guerra mondiale Agostino Gemelli, francescano, Ludovico Necchi e Francesco Olgiati diedero vita ad un periodico allo scopo di rimuovere il disagio dei cattolici e farli discutere con rinnovata energia sui problemi politici, economici, sociali. Il 1º dicembre 1914 a Milano nasce Vita e Pensiero. Nell'idea dei fondatori, la rivista si propone come mediatrice tra la fede cattolica e il mondo.
"Vita e pensiero" bandisce un manifesto non meno famoso di quello futurista pubblicato cinque anni prima da Marinetti: il Manifesto medievalista, redatto da padre Gemelli:
Ecco il nostro programma! Noi siamo MEDIEVALISTI. Mi spiego. Noi ci sentiamo profondamente lontani, nemici anzi della cosiddetta cultura moderna così povera di contenuto, così scintillante di false ricchezze tutte esteriori, sia che essa si pavoneggi nelle prolusioni universitarie o che filantropica scenda nelle università popolari a spezzare agli umili il pane della scienza moderna. Essa è un aggregato meccanismo di parti non intimamente elaborato, messe insieme senza connessione intima, organica. Essa è un mosaico costruito da un ragazzo anormale, che non ha il senso dei colori e delle figure. Ancora. Noi abbiamo paura, paura di questa cultura moderna, non perché essa alza le sue armi contro la nostra fede, ma perché strozza le anime, coll'uccidere la spontaneità del pensiero. Ancora. Noi ci sentiamo infinitamente superiori a quelli che proclamano la grandezza della cultura moderna. Questa è infeconda e incapace di creare un solo pensiero ed al posto del pensiero ha eretto a divinità la erudizione del vocabolario e della enciclopedia.
Estremamente duro, il manifesto medievalista era motivato dalla situazione in cui versava allora la cultura cattolica, combattuta dal positivismo e dall'idealismo, aggredita dal materialismo e dal libero pensiero.

Con il ritorno al Medioevo, padre Gemelli prospettava un modello di società armoniosa nella quale la fede potesse ritornare ad animare la cultura in modo che il pensiero cristiano potesse ancora influenzare la realtà quotidiana.
Dopo la guerra del '15-'18, dal dibattito e dalle iniziative promosse dalla rivista scaturisce l'idea dell'Università Cattolica del Sacro Cuore, centro di cultura, che sarà poi realizzata nel 1921.
Sul terreno politico la rivista combatte i cattolici liberali e polemizza con l'aconfessionalismo e l'interclassismo del Partito Popolare, finché non sopravviene la marcia su Roma, la caduta dello Stato costituzionale e l'avvento del fascismo.
Tra il 1921 e il 1927 il gruppo dirigente di "Vita e pensiero", di orientamento medievalista e neotomista, pur riconoscendo a Mussolini il merito di aver liquidato il liberalismo, la democrazia socialista e la massoneria, diffida del movimento politico fascista e della sua ideologia.
Nel 1929 i Patti Lateranensi stipulati tra l'Italia e la Santa sede risolvono in parte la questione cattolica, ma l'entusiasmo con cui "Vita e pensiero" può accogliere la svolta della Conciliazione, non elimina il problema aperto delle libertà civili e politiche dalle leggi "fascistissime".
Nel periodo che va dalla Conciliazione alla seconda guerra mondiale, l'Università Cattolica e le sue tre riviste (si è infatti aggiunta a "Vita e pensiero", la "Rivista di filosofia neoscolastica" e la "Rivista internazionale di scienze sociali") s'impegnano attivamente a recuperare i ritardi accumulati dai cattolici nella moderna ricerca scientifica.
Si cerca di dare molta attenzione ai nuovi settori della psicologia sperimentale, dell'economia, degli studi giuridici per formare "una élite culturale, sociale e religiosa" in grado di promuovere "la rinascita cristiana della società".
A partire dal 2003 la rivista si è rinnovata dando spazio alle analisi di autori internazionali come Charles Taylor e Zygmunt Bauman, René Girard e Tzvetan Todorov, Julia Kristeva e Philip Jenkins. Temi come il futuro dell’Europa e l’ospitalità, la cultura classica e le neuroscienze, la razionalità e il dialogo fra culture e religioni sono alcuni degli argomenti trattati frequentemente, sia da parte di docenti dell’Università Cattolica che da personalità esterne, credenti e non credenti.
Una rubrica fissa dal taglio del tutto particolare è “L’intruso”, in cui hanno trovato spazio personaggi del mondo dello spettacolo, della tv e dello sport come Milena Gabanelli, Fiorello, Giorgio Faletti, Piero Chiambretti, Pif, Antonio Albanese, Linus, Giacomo Poretti, Giovanni Trapattoni, Riccardo Iacona.